# 小行星8569
小行星8569（英語：8569 Mameli）是一颗围绕太阳公转的小行星。1996年10月1日，V. S. Casulli在Colleverde发现了此天体。
这颗小行星的绝对星等为26.08762等。